# Baronia de Sant Boi
La baronía de Sant Boi fue una jurisdicción nobiliaria catalana con centro en el castillo de San Baudilio de Llobregat, que se formó por segregación de la Baronía de Eramprunyá. Aparece documentado con este nombre desde 1523, cuando Antoni de Cardona y Enríquez compró el Castillo de Sant Boi a los Torrelles.
La Baronía de Sant Boi hace referencia a la señoría del castillo, porque en tiempo medieval, en el término de Sant Boi, había hasta ocho señorías (siete feudales junto a la señoría de la Iglesia de San Baudilio). Hay que tener en cuenta que el municipio de El Prat de Llobregat en aquellos tiempos formaba parte de San Baudilio, hasta que en 1556 se segregó. En el núcleo de la villa había tres jurisdicciones feudales: la del Castillo, el barrio Real y la Pobla Arlovina.
El castillo formaba parte del patrimonio condal hasta que en 1238, mediante donación, pasa a manos de Guillem de Llacera (la cera). La señoría del castillo pasó sucesivamente por las familias nobles catalans de los Marc, los Rosanes, los Torrelles y, finalmente, a los Cardona. Durante la guerra civil catalana de 1462 a 1472, Juan de Torrelles, señor de Sant Boi, fue fiel a la Generalidad de Cataluña y fue derrotado por Jaume March, Señor de Eramprunyá (Gavá), partidario del Rey catalán Juan II de Aragón y le arrebató el castillo. 

Pocos meses más tarde Juan II le restituyó el castillo de Sant Boi a cambio de su vasallaje. Su sucesor, también llamado Juan de Torrelles, en 1480, cedió a cambio de dinero el castillo de Sant Boi a su sobrino Anton Joan de Torrelles, llamado el Pelegrí, hijo de su hermana Dolça de Torrelles y de Anton Pelegrí, comerciante muy importante. Galceran Pelegrí i Torrelles vende su posesión, en el año 1522, a Antoni de Cardona i Enríquez y a Maria de Requesens, convirtiéndose así en los nuevos Barones de Sant Boi.
Antoni de Cardona y Enríquez fue sucedido por su hijo Joan de Cardona y de Requesens, barón de Sant Boi, capitán general de las Galeras de Sicilia y Nápoles, Virrey de Navarra. La baronía pasó a manos de Balasc d'Alagó-Arborea y Boter, conde de Villasor (Cerdeña), por el matrimonio de éste con Anna de Cardona y de Requesens (hija y hermana respectivamente de los anteriores varones). Los descendientes de Balasc fueron marqueses de Santa Cruz, que ostentaron la baronía.